# Bichroma concordaria
Bichroma concordaria är en fjärilsart som beskrevs av Jacob Hübner 1823. Bichroma concordaria ingår i släktet Bichroma och familjen mätare. Inga underarter finns listade i Catalogue of Life.